# Spathius eclectes
Spathius eclectes är en stekelart som beskrevs av Nixon 1943. Spathius eclectes ingår i släktet Spathius och familjen bracksteklar. Inga underarter finns listade i Catalogue of Life.